# Crematogaster laeviceps
Crematogaster laeviceps es una especie de hormiga acróbata del género Crematogaster, familia Formicidae. Fue descrita científicamente por Smith en 1858.
Se distribuye por Oceanía, en Australia (Melbourne). La obrera de esta especie posee un abdomen oscuro, cabeza y mesotórax lisa y brillante y unos cuantos pelos esparcidos por el abdomen.